# 彼得斯堡 (內布拉斯加州)
彼得斯堡（英語：Petersburg）是位於美國內布拉斯加州布恩縣的村。

## 人口
根據2020年美國人口普查的數據，彼得斯堡的面積為0.99平方千米，皆為陸地。當地共有人口332人，而人口密度為每平方千米335人。